# Grinchen (2018)
Grinchen är en amerikansk animerad film från 2018 producerad av Illumination, som stod bakom Dumma mej, Minioner, Husdjurens hemliga liv och Sing, och distribuerad av Universal Pictures. Filmen baseras på Dr. Seuss klassiska bok How the Grinch Stole Christmas! och är den tredje filmatiseringen av boken, efter kortfilmen med samma namn från 1966 och långfilmen Grinchen – julen är stulen från 2000.

## Rollista
| Figur                | Engelsk röst         | Svensk röst            |
| -------------------- | -------------------- | ---------------------- |
| Grinchen             | Benedict Cumberbatch | Andreas Nilsson        |
| Sissi Lizzi Vem      | Cameron Seely        | Robin Rothlin Svensson |
| Donna Vem            | Rashida Jones        | Hanna Hedlund          |
| Bräckelbom           | Kenan Thompson       | Ole Ornered            |
| Borgmästare Magurgel | Angela Lansbury      | Ann-Louise Hanson      |
| Grupert              | Brad O'Hare          | Zion Stadell           |
| Axel                 | Ramone Hamilton      | Vilgot Hedtjärn        |
| Ozzy                 | Sam Lavagnino        | Frank Thunfors         |
| Izzy                 | Scarlett Estevez     | Cecilia Karlsson       |
| Berättare            | Pharrell Williams    | Kim Sulocki            |

## Mottagande
Filmen fick blandad kritik. Man hyllade animationen men kritiserade att filmen inte innehöll så mycket nytt material.